# 에드나 신트론
에드나 트로체 신트론(Edna Troche Cintrón, 1954년 10월 14일 – 2001년 9월 11일)은 푸에르토리코 출신의 회사원으로, 마시 & 매클레넌 사의 실무지원 담당관으로서 2001년 9·11 테러 당시 세계 무역 센터에서 근무하다 사망하였다. 테러 당시 세계무역센터의 북쪽 타워의 항공기 충돌 현장 속에서 목숨을 건진 채 손을 흔드는 모습이 사진과 영상으로 포착되어 '웨이빙 우먼' (Waving Woman, 손 흔드는 여성)이라는 이름으로 널리 알려졌다. 신트론의 모습이 확인된 후 머지않아 북쪽 타워는 붕괴하였다.

## 생애

### 젊은 시절
1954년 10월 14일 푸에르토리코에서 태어났으며, 다섯 살 때 뉴욕으로 이사했다. 에드나에게는 언니 미르나와 오빠가 있었다.
신트론은 로어맨해튼의 델랜시 스트리트에서 자랐으며, 불우한 환경 속에서 어린 시절을 보냈다. 어머니는 뉴욕시 교육 위원회에서 일했고 집안 형편은 좋지 못했다. 에드나는 11학년까지 학업을 이어나갔으나 끝내 고등학교를 졸업하지 못했다. 다만 말년에는 고등학교 졸업과 동등한 학위인 GED 취득 준비에 나섰던 것으로 알려졌다.

### 결혼과 근무
1987년 어퍼맨해튼에 있는 오빠의 여자친구 집에서 윌리엄 신트론 (William Cintrón)을 만났다. 아직 미혼이었던 에드나와는 달리 두살 연하의 윌리엄은 두 자녀를 둔 기혼남이었다. 두 사람은 만난 지 2개월 만에 브루클린의 아파트로 이사했고, 2년 후에 결혼했다. 에드나는 불임 상태로 아이를 가질 수 없었고 두 사람 모두 입양을 고민했으나 당장은 형편이 어려워 나중의 일로 미루었다.
결혼 이후 에드나와 윌리엄은 9년 동안 퀸스의 한 동네에 거주하면서 크루즈를 타고 버뮤다, 멕시코, 자메이카 등을 여행하였으며, 베어 마운틴 주립공원과 애틀랜틱시티의 카지노를 종종 찾는 등 여러가지 추억을 쌓았다. 또 평소 신트론은 천사의 형상이나 천사 그림을 수집하는 것을 좋아했던 것으로 알려졌다.
90년대 말에는 맨해튼 최남단부의 금융지구에서 근무하기 시작하였다. 처음에는 세계금융센터에서 근무하였으며 이후 보험회사 마시 & 매클레넌에 입사하여 컴퓨터 지원팀 소속 보조 경리로 근무하였다. 이때부터 신트론은 세계무역센터 북쪽 타워 97층의 사무실로 출근하게 되었다.

## 사망

북쪽 타워 충돌 현장에서 손을 흔드는 신트론. 사진 정중앙의 흰색 바지와 검은색 셔츠를 입은 사람이다.

2001년 9월 11일 오전 8시 46분, 아메리칸 항공 11편이 세계 무역 센터 북쪽 타워에 충돌하는 사건이 벌어졌다. 당시 여객기는 빌딩 93층~99층에 걸쳐 충돌하였으며, 아래층으로 향하는 탈출통로가 전부 차단되면서 91층 위에 있던 사람들은 빌딩에 갇힌 채 전부 사망하였다.
처음에는 여객기가 충돌한 층에 있던 사람은 전원 즉사한 것으로 여겨졌으나, 여객기가 충돌하면서 생겨난 거대한 구멍을 촬영한 사진과 영상 속에서 살아있는 여성이 빌딩 아래의 사람들에게 손을 흔드는 모습이 포착되었다. 당시 이 여성의 인상착의로 판단컨대 에드나 신트론으로 식별하는 언론이 많았다. 이 여성은 부서진 철골조 사이에서 나타나 기둥 잔해에 기댄 채 오른팔을 흔드는 모습을 보였다.
빌딩 붕괴 이후 같은 자리에 세워진 국립 9·11 추모관 북쪽 분수대에 에드나 신트론의 이름이 새겨졌으며, 마시 매클레넌 사의 9·11 추모관에도 이름이 새겨졌다.

## 같이 보기
- 9·11 테러의 사상자

### 참고 문헌
- 《September 11: The 9/11 Story, Aftermath and Legacy》. Associated Press. 2021년 8월 3일. 6쪽.